# Peugeot 505
Peugeot 505 var en baghjulstrukket øvre mellemklassebil bygget af Peugeot mellem 1979 og 1992. Modellen afløste Peugeot 504, som dog blev bygget sideløbende med 505 frem til 1983.
505 fandtes som firedørs sedan og femdørs stationcar med fire- og sekscylindrede benzinmotorer og firecylindrede dieselmotorer. Stationcaren fandtes også som syvpersoners med et ekstra bagsæde, som man kom om til ved at slå en del a det første bagsæde sammen og op 
Modellen fik et facelift i 1986, og fortsatte herefter frem til 1992, hvor den blev afløst af de forhjulstrukne 405- og 605-modeller.
Derudover var modellen den sidste Peugeot-model i 500-serien, indtil Peugeot 508 blev introduceret i 2011.